# Xã Richland, Quận Clarion, Pennsylvania
Xã Richland (tiếng Anh: Richland Township) là một xã thuộc quận Clarion, tiểu bang Pennsylvania, Hoa Kỳ. Năm 2010, dân số của xã này là 494 người.